# Easiness effect
Der Easiness effect (deutsch ‚Leichtigkeitseffekt‘) ist die Behauptung, dass Laien durch die Wissenschaftspopularisierung eine übersteigerte Einschätzung ihres wissenschaftlichen Verständnisses entwickeln. Dies führt zu wissenschaftsbezogenen Entscheidungen, die eher ein Missverständnis der populären Wissenschaft als das Urteil professioneller Wissenschaftler widerspiegeln.

## Kontext
Rainer Bromme und Susan Goldman schreiben im Educational Psychologist: „Zu den Herausforderungen beim Verstehen von Wissenschaft gehören die Bestimmung der Relevanz von Informationen, die Unbestimmtheit der wissenschaftlichen Wahrheit, die Unterscheidung zwischen wissenschaftlichen und nicht-wissenschaftlichen Themen und die Bestimmung, was wahr und was falsch ist.“
Scotty Hendricks, der für BigThink.com schreibt, stellt fest, dass populärwissenschaftliche Autoren anfangen sollten, die Wirkung ihrer Arbeit auf die Öffentlichkeit zu bedenken.

## Belege
Scharrer und ihre Co-Autoren untersuchten den behaupteten Effekt, indem sie Laien aufforderten, populärwissenschaftliche Artikel und/oder Artikel mit mehr wissenschaftlichen Details zu lesen, und veröffentlichten ihre Ergebnisse in Public Understanding of Science. Die Probanden wurden dann befragt, um ihre wissenschaftliche Meinung und ihr Vertrauen in diese Meinung in Bezug auf das gelesene Material zu beurteilen. Scharrers Team schlussfolgerte, dass es einen statistisch signifikanten Effekt von wissenschaftlichem Übervertrauen und der Bereitschaft, sich über Expertenmeinungen hinwegzusetzen, gab.
In einigen ihrer Experimente versuchte das Team von Scharrer, dem Easiness effect entgegenzuwirken, indem es die Versuchspersonen explizit vor der Komplexität und Kontroversität der dargestellten wissenschaftlichen Inhalte warnte. Sie fanden heraus, dass der Easiness effect teilweise, aber nicht vollständig verschwand. Die Forscher vermuten, dass dies vor allem mit dem Schreibstil zu tun hat. Populäre Artikel verdichten die Wissenschaft und sprechen mit einem Tonfall von Gewissheit, während eine akademische Abhandlung meist in Form von Wahrscheinlichkeiten spricht. Daher führt das Lesen von populären Artikeln zu einem übermäßigen Vertrauen in die Ergebnisse.

## Gegenmaßnahmen
Scharrer und ihre Co-Autoren empfahlen, „die Komplexität und Kontroversität von Themen explizit hervorzuheben“, um den Easiness effect zu verringern, und empfahlen außerdem, „die Öffentlichkeit über die kognitive Arbeitsteilung und ihre Auswirkungen auf die Urteilsbildung aufzuklären“ und die formale wissenschaftliche Bildung um die Erkenntnis zu erweitern, dass „für zuverlässige Urteile oft Respekt vor wissenschaftlichen Experten erforderlich ist“.

## Kommentare
Mark Carnall vom Guardian sagte, dass der erweiterte Zugang, den Laien zu vereinfachten Erklärungen wissenschaftlicher Fakten haben, die Ursache für ihr wachsendes Misstrauen gegenüber Experten sein könnte. Das Halbwissen, das sie durch die „leicht verdaulichen Wissenschaftsgeschichten“ aus den Medien und durch schlechte Wissenschaftskommunikation erhalten, würde ihnen das Selbstvertrauen geben, die Schlussfolgerungen der Wissenschaftler abzulehnen. Er äußert die Befürchtung, dass „alternative Fakten“ diesen Effekt ausnutzen, um darüber zu verunsichern, was wissenschaftliche Fakten wirklich sind, und betont, wie wichtig die Fähigkeit zum kritischen Denken ist, um diesem Phänomen entgegenzuwirken.